# 16012 Jamierubin
16012 Jamierubin è un asteroide della fascia principale. Scoperto nel 1999, presenta un'orbita caratterizzata da un semiasse maggiore pari a 2,4190007 UA e da un'eccentricità di 0,1688018, inclinata di 2,30317° rispetto all'eclittica.